# Gたかし
Gたかし（ジー - 、本名：直井 崇（なおい たかし）、1978年9月30日 - ）は、日本のお笑い、ものまね芸人。茨城県筑西市出身。サンミュージックプロダクション所属。

## 来歴・人物
- 和光大学芸術学科中退[2]。漫画で第99回スピリッツ賞努力賞を受賞している[3]。
- 24歳の時にはキャバクラの店員をやっていたが、その頃に当時近所に住んでいた元お笑い芸人の人に芸人になることを勧められ、25歳の時にお笑い養成所に入る[4]。
- 浅井企画お笑いタレントセミナー1期生出身。かつては、ここでの同期生の矢野正樹（現・ガリベンズ矢野）とコンビを組んで活動していた[3]。
- 2005年に本名名義で活動開始。旧芸名は直井たかし、グラップラーたかし。過去にSMA NEET Project → オフィスインディーズ（2007年から） → トップ・カラー（2008年から）に所属していた。
- 趣味は、漫画・格闘技・バイク・ゲーム。
- R-1ぐらんぷり2010にて、決勝進出。なおR-1出場前に芸名表記を「Gたかし」に改めようと考えていたようで、R-1のエントリー用紙には「Gたかし」と書いて出したため、決勝までこの大会における本人の芸名表記は「Gたかし」となっている。その後、正式にプロフィールを読みは「グラップラーたかし」のままで「Gたかし」表記に変更した。甥っ子に「（芸名が）覚えにくい。やなせたかしに変えて。」と言われたことが改名理由だったという[5]。夕焼け寺ちゃん活動中2011年10月7日放送分で、芸名表記は「Gたかし」のままで、読み方を「ジーたかし」に改めた。
- グラップラー刃牙ファンのケンドーコバヤシからは「前（グラップラーたかし）のほうが良かったのにな。」と言われている。
- 2012年3月に、トップ・カラーからサンミュージックに移籍。
- 近年では映画「カイジ」での藤原竜也の演技を誇張したモノマネを行っている。行列のできる法律相談所において二人は初対面し、Gたかしは藤原の前でモノマネを行ったが藤原は終始不機嫌であった。Gたかしは「本人からモノマネの許可を得たい」とお願いしたが藤原は「黙認」する姿勢を表した。

## 芸風
主に格闘系の「細かすぎる」ものまねを得意とし、ものまねを駆使した紙芝居のネタなどを披露している。紙芝居の絵に、自分の絵画力を生かしている。

### ものまねのレパートリー
- 青木真也
- 曙太郎
- アントニオ猪木
- 石原慎太郎
- 市原隼人
- 内田裕也
- 及川光博
- 大友康平
- 大橋卓弥
- 大森南朋
- 岡野昭仁
- 奥田民生
- 香川照之
- 片岡愛之助
- 加藤一二三
- 亀田興毅
- 河村隆一
- 吉川晃司
- 桑田佳祐
- 劇団ひとり
- ケンドーコバヤシ
- 甲本ヒロト
- 小峠英二
- 小宮浩信
- 近藤真彦
- 斉藤慎二
- 斎藤工
- 斎藤洋介
- 桜井和寿
- 関暁夫
- 高岸宏行
- 高田延彦
- 貴乃花光司
- 高橋克実
- 高橋茂雄
- 竹原慎二
- 武田鉄矢
- 辰吉丈一郎
- チバユウスケ
- 長州力
- つるの剛士
- TERU
- 富澤たけし
- 中居正広
- 中尾彬
- 野田クリスタル
- ノブ
- 博多華丸
- 畑山隆則
- 浜田省吾
- ビートたけし
- 氷室京介
- 福山雅治
- 藤岡弘、
- 藤波辰爾
- 藤原竜也
- 藤原喜明
- ボビー・オロゴン
- ボブ・サップ
- ホベルト・サトシ・ソウザ
- 本田圭佑
- 前田日明
- 真栄田賢
- 魔裟斗
- 宮本浩次
- 矢作兼
- 山崎弘也
- 山本"KID"徳郁
- ユリオカ超特Q
- 若林正恭

他

## 出演

### テレビ
- とんねるずのみなさんのおかげでした（フジテレビ） - 博士と助手〜細かすぎて伝わらないモノマネ選手権〜
  - 第7回、第8回、第9回、第11回、第12回大会[6]
- エンタの神様（日本テレビ系） - キャッチコピーは「闘魂の紙芝居」
- オンバト+（NHK総合） - 戦績6勝5敗 最高461KB
  - オンバト+第3回チャンピオン大会 ファーストステージ敗退
  - 番組史上初めてオーバー400でのオフエアを記録した。
- お笑いメリーゴーランド（TBS）
- ゲームレコードGP（MONDO21）
- 草野☆キッド（テレビ朝日） - 2008年2月6日
- SRS-スペシャルリングサイド（フジテレビ） - 2008年3月1日
- ものまねバトル☆CLUB（日本テレビ） - 2008年6月19日
- 芸人くりそつネタバトル! THE MONOMANE（TBS） - 2008年10月9日
- なべあちっ!（フジテレビ） - 2008年10月21日
- 笑撃!ワンフレーズ（TBS） - 2009年6月26日
- オトメン（乙男）〜秋〜 第9話（フジテレビ） - 2009年10月13日
- 爆笑ホワイトカーペット（フジテレビ） - キャッチコピーは、「燃える闘魂紙芝居」
- 爆笑レッドカーペット（フジテレビ） - キャッチコピーは、「燃える闘魂紙芝居」
- ウチくる!?（フジテレビ） - 2010年1月17日
- ものまねグランプリ（日本テレビ） - 2010年3月15日、2011年4月7日
- ハッピーMusic（日本テレビ） - 2011年4月2日
- 日10☆演芸パレード（毎日放送・TBS系）
- ZIP!（日本テレビ）- 『笑いの単語チョウ』
- お願い!ランキング （テレビ朝日） - 2013年6月4日　他、「年収100万円以下芸人 勝ち抜きネタバトル」出演
- タイムスクープハンター「爆笑！ものまね大作戦」（NHK総合、2013年6月29日） - 鷹次郎 役
- コサキン・天海の超発掘!ものまねバラエティー マネもの（フジテレビ）- 2014年6月14日
- マネまねSHOW TV〜IT'S SHOW TIME〜（千葉テレビ放送）
- オールスター後夜祭（2018年10月7日[7]、2019年4月7日[8]、TBS）
- 爆笑そっくりものまね紅白歌合戦スペシャル（フジテレビ） - 2021年5月8日

### ラジオ
- 夕やけ寺ちゃん　活動中（文化放送）金曜日レギュラー
- 土曜の午後は♪ ヒゲとノブコのWEEKEND JUKEBOX（文化放送）レポーター